# Marlboro (New Jersey)
Marlboro è un comune degli Stati Uniti d'America, nella contea di Monmouth, nello Stato del New Jersey.

## Località
Il comune comprende i seguenti census-designated place:
- Beacon Hill
- Bradvelt
- Morganville
- Pleasant Valley
- Robertsville
- Spring Valley
- Wickatunk